# بنجامين أفوتو
بنجامين أفوتو لاعب كرة قدم غاني في خط الوسط لعب سابقاً في نادي التقدم السعودي.

## روابط خارجية
بنجامين أفوتو على موقع قاعدة بيانات كرة القدم.إي يو (الإنجليزية)
- بنجامين أفوتو على موقع عالم كرة القدم.نت (الإنجليزية)
- بنجامين أفوتو على موقع GSA (الإنجليزية)